# Jorge Socías
Jorge Socías (* 26. Oktober 1951 in Santiago de Chile) ist ein ehemaliger chilenischer Fußballspieler und -trainer. Als Spieler gewann der Mittelfeldspieler den chilenischen Pokal und als Trainer zweimal die chilenische Meisterschaft. Mit der Nationalmannschaft Chiles nahm er an der Fußball-Weltmeisterschaft 1974 teil.

## Spielerkarriere

### Verein
Jorge Socías war zwar 1971 schon im Team von CF Universidad de Chile, kam aber erst im Januar 1972 zu seinem ersten Spiel in der Primera División. In seiner ersten Saison überzeugte Lulo, wie er auch genannt wurde, in 25 Spielen mit 10 Toren. 1976 qualifizierte sich Socías mit La U für die Copa Libertadores.
Am 9. Juli 1977 nahm er am Acto de Chacarillas, einer Veranstaltung der Militärregierung unter Augusto Pinochet, teil.
1979 gewann Socías mit Universidad de Chile das Finale der Copa Polla Gol gegen CSD Colo-Colo mit 2:1. 1984 wechselte Socías nach über 400 Einsätzen und 88 Toren für Universidad de Chile zu Ligakonkurrent Unión San Felipe. Dort beendete Lulo 1985 seine aktive Karriere.

### Nationalmannschaft
Jorge Socías lief insgesamt 4-mal für die Nationalmannschaft Chiles auf. Sein Debüt gab er am 24. April 1974 beim Freundschaftsspiel gegen Haiti. Nationaltrainer Luis Álamos nominierte Socías für den Kader der Fußball-Weltmeisterschaft 1974. Im zweiten Vorrundenspiel gegen die DDR kam Socías beim 1:1-Unentschieden 67 Spielminuten zum Einsatz. Chile schied nach zwei Unentschieden und einer Niederlage als Gruppendritter der Vorrunde aus. Socías absolvierte sein viertes und letztes Länderspiel beim Freundschaftsspiel gegen Brasilien im Juni 1980.

## Trainerkarriere
Seine Trainerkarriere begann Jorge Socías 1987 bei Deportes Puerto Montt. Seine erfolgreichste Zeit erlebte er als Trainer bei CF Universidad de Chile. Mit der Meisterschaft 1994 beendete der Verein unter seiner Regie eine Durststrecke von 25 Jahren ohne Ligatitel. Zudem blühte Marcelo Salas auf, der in 26 Partien 27 Tore schoss. In der Folgesaison 1995 verteidigte La U die Meisterschaft unter Jorge Socías. Wegen Differenzen mit der Klubführung ging Socías zu CD O’Higgins. Nach weiteren Vereinen kam er 2003 zu Everton, wo er direkt Meister der Primera B wurde und in die Primera División aufstieg. Trotz der vorangegangenen Unstimmigkeiten trainierte Lulo von März 2007 bis zum Ende der Apertura noch einmal Universidad de Chile. Seine letzte Trainerstation war 2012 Curicó Unido.

## Erfolge

### Spieler
CD Universidad de Chile
- Copa Chile: 1979

### Trainer
CD Universidad de Chile
- Chilenischer Meister (2): 1994, 1995

CD Everton
- Meister der Primera B Chiles: 2003